# 拉戈阿-迪圣弗朗西斯科
拉戈阿-迪圣弗朗西斯科（葡萄牙語：Lagoa de São Francisco）是巴西皮奥伊州的一个市镇。总面积155.637平方公里，总人口6533人，人口密度42人/平方公里。